# مغالطه‌‌ی علت جعلی
مغالطهٔ علّت جعلی یا  (به انگلیسی: False cause) یا (به لاتین: cum hoc ergo propter hoc) به معنای دخالت دادن علل به ظاهر مرتبط و مشابه در استدلال است که می‌تواند استدلال را به گمراهی و بیراهه بکشاند.
این مغالطه دو شکل دارد:
۱. وقتی چیزی به عنوان علّت یک پدیده معرّفی شود که واقعاً علّت نیست.
- بی‌حجابی عفت را از بین می‌برد و مرکز تربیت را تخریب می‌کند. دلیل قطع نزولات آسمانی وضعیت افتضاح حجاب است.

۲. بخشی از علّت به عنوان کلّ علّت معرّفی شود.
- دلیل رکود اقتصادی، تحریم‌های ظالمانهٔ دشمن است.

## الگوی منطقی
Z معمولاً به Y ربط داده می‌شود.
بنابراین Z علّت Y است.

## مثال‌ها
مثال ۱:
من همیشه غروب خواب‌آلود می‌شوم و به خواب می‌روم.
من خواب‌آلود هستم و به خواب می‌روم.
پس غروب است.
مثال ۲:
بسیاری از همجنس‌گرایان مبتلا به بیماری‌های جنسی هستند.
بنابراین همجنس‌گرایی نشانهٔ بیماری‌های جنسی است.
مثال ۳:
تابستان است و مردم بستنی می‌خرند و به شنا می‌روند.
احمد به شنا رفت.
پس احمد بستنی خریده است.